# Good Time (canción de Owl City y Carly Rae Jepsen)
«Good Time» es una canción synthpop del artista estadounidense Adam Young de Owl City y la artista canadiense Carly Rae Jepsen, de los álbumes The Midsummer Station y Kiss, respectivamente. Fue lanzado como el primer sencillo del álbum The Midsummer Station el 26 de junio de 2012. «Good Time» fue escrita por Matt Thiessen, Brian Lee y el mismo Young. La canción recibió críticas generalmente positivas de los críticos de música, con los críticos que lo describen como un "himno del verano". Esto marca la segunda vez que Jepsen y Young participan.

## Antecedentes, composición y lanzamiento
Adam Young anuncio a través de Twitter que iba a colaborar con  Carly Rae Jepsen en una nueva canción, afirmando que sería lanzado el 26 de junio de 2012. El 20 de junio de 2012, se lanzó el sencillo, «Good Time», a través de su cuenta SoundCloud. La canción fue lanzada en iTunes el 26 de junio de 2012. «Good Time» fue escrita por Matt Thiessen, Brian Lee y el mismo Young.

## Video
El video musical comienza con Jepsen esperando junto a su Fiat 500 frente a un apartamento cuando sus amigas salen y se reúnen con ella. Luego se alejan de la bruma de la ciudad de Nueva York. A medida que se alejan, el video alterna entre tomas de Jepsen y Young con su propio grupo en un Mercury Cougar mientras conducen por un camino forestal. Eventualmente, se encuentran en un pequeño edificio con forma de cabaña y comienzan a beber tragos. Cuando comienza el verso de Jepsen, se la ve caminando por el bosque con otras fotos del resto del grupo caminando y llegando a un campamento. Una vez que comienzan el gancho y el coro, Young es visto por un lago, junto con otras tomas de Jepsen y el resto del grupo. A medida que el cielo se oscurece, comienzan a bailar alrededor de una hoguera. El video concluye con tomas del grupo bailando y festejando toda la noche.

## Lista de canciones
| Descarga digital |             |                                      |          |  |
| N.º              | Título      | Escritor(es)                         | Duración |  |
| 1.               | «Good Time» | Matt Thiessen, Brian Lee, Adam Young | 3:25     |  |

## Listas y certificaciones
| País              | Lista Certificadora         | Mejor posición |        |        |        |        |        |        |
| Europa            | Europa                      | Europa         | Europa | Europa | Europa | Europa | Europa | Europa |
| ----------------- | --------------------------- | -------------- | ------ | ------ | ------ | ------ | ------ | ------ |
| España            | PROMUSICAE                  | 9              |        |        |        |        |        |        |
| España            | Los40 España                | 1              |        |        |        |        |        |        |
| Francia           | IFPI                        | 4              |        |        |        |        |        |        |
| Andorra           | PROMUSICAAND                | 7              |        |        |        |        |        |        |
| Bélgica           | Ultratop 40 (Flandes)       | 1              |        |        |        |        |        |        |
| Bélgica           | Ultratop 40 (Wallonia)      | 6              |        |        |        |        |        |        |
| Alemania          | Germany Songs               | 10             |        |        |        |        |        |        |
| Suiza             | GfK Entertainment Charts    | 4              |        |        |        |        |        |        |
| República Checa   | Rádiós Top 100              | 3              |        |        |        |        |        |        |
| Reino Unido       | UK Singles Chart            | 5              |        |        |        |        |        |        |
| Suecia            | Sverigetopplistan           | 25             |        |        |        |        |        |        |
| Asia              |                             |                |        |        |        |        |        |        |
| Japón             | Billboard Japan Hot 100     | 2              |        |        |        |        |        |        |
| Corea del Sur     | South Korean Hot 100        | 1              |        |        |        |        |        |        |
| Oceanía           |                             |                |        |        |        |        |        |        |
| Australia         | ARIA Singles Chart          | 5              |        |        |        |        |        |        |
| Nueva Zelanda     | NRZ Singles Chart           | 5              |        |        |        |        |        |        |
| América del Norte |                             |                |        |        |        |        |        |        |
| Canadá            | Billboard Canadian Hot 100  | 1              |        |        |        |        |        |        |
| Estados Unidos    | Billboard Hot 100           | 8              |        |        |        |        |        |        |
| México            | Monitor Latino MÉ           | 2              |        |        |        |        |        |        |
| América del Sur   |                             |                |        |        |        |        |        |        |
| Colombia          | Los40 COL                   | 1              |        |        |        |        |        |        |
| Perú              | Monitor Latino PE           | 1              |        |        |        |        |        |        |
| Chile             | Monitor Latino CH           |                |        |        |        |        |        |        |
| Uruguay           | Top 100! Uruguay            |                |        |        |        |        |        |        |
| Argentina         | Monitor Latino AR           | 1              |        |        |        |        |        |        |
| Argentina         | Billboard Hot 100 Argentina | - -            |        |        |        |        |        |        |
| Argentina         | Los40                       | 1              |        |        |        |        |        |        |

| Región           | Certificación | Ventas |
| ---------------- | ------------- | ------ |
| Australia (ARIA) | Oro           | 35 000 |

### Rendimiento
La canción debutó en el número 92 en la lista Belgian Singles Chart (Ultratip Flanders). 
En Estados Unidos, la canción debutó en el número treinta y dos en la tabla de US Pop Songs, y el número dieciocho en el Billboard Hot 100, para la semana de fecha 4 de julio, alcanzando el número diecisiete en la siguiente semana. En Nueva Zelanda, la canción debutó en el número veintiuno y alcanzó la posición número uno en su segunda semana.

## Historial del lanzamiento
| Región         | Fecha                   | Formato          | Discográfica               |
| -------------- | ----------------------- | ---------------- | -------------------------- |
| Estados Unidos | 26 de junio de 2012     | Descarga digital | Universal Republic Records |
| Canadá         | 26 de junio de 2012     | Descarga digital | 604 Records                |
| Australia      | 26 de junio de 2012     | Descarga digital | Universal Republic Records |
| Nueva Zelanda  | 26 de junio de 2012     | Descarga digital | Universal Republic Records |
| Europa         | 26 de junio de 2012     | Descarga digital | Universal Republic Records |
| Brasil         | 26 de junio de 2012     | Descarga digital | Universal Republic Records |
| Alemania       | 20 de julio de 2012     | Descarga digital | Universal Republic Records |
| Francia        | 20 de julio de 2012     | Descarga digital | Universal Republic Records |
| Reino Unido    | 9 de septiembre de 2012 | Descarga digital | Universal Republic Records |